# Hvaldimir
Hvaldimir (ca. 2009 – 31 d'agost de 2024) era una balena beluga mascle la qual uns pescadors de Hammerfest van descobrir portant un arnès amb suport per càmera, al 2019. Després d'alliberar-la de l'arnès, la balena va romandre a la zona i semblava acostumada al contacte humà. L'especulació que havia estat entrenat per Rússia com a espia va fer que fos batejat com Hvaldimir, un acrònim de hval (en noruec, balena) i "Vladimir", per al president rus Vladimir Putin. Al 2023, l'abast d'Hvaldimir semblava haver-se expandit per incloure zones de la costa sud-oest de Suècia. El 31 d'agost de 2024, Hvaldimir va ser trobat mort a la badia de Risavika, prop de Stavanger. Grups d'activistes van afirmar que l'havien mort a trets, però la necròpsia que se li va practicar va confirmar que no era així.
Segons la investigadora marina ucraïnesa Olga Shpak, la balena no es deia Hvaldimir, sinó Andruha i va ser capturada al mar d'Okhotsk el 2013. Va passar un any a Sant Petersburg i després va ser traslladada a una base naval militar russa a Múrmansk, d'on va escapar.

## Aparicions i reaccions

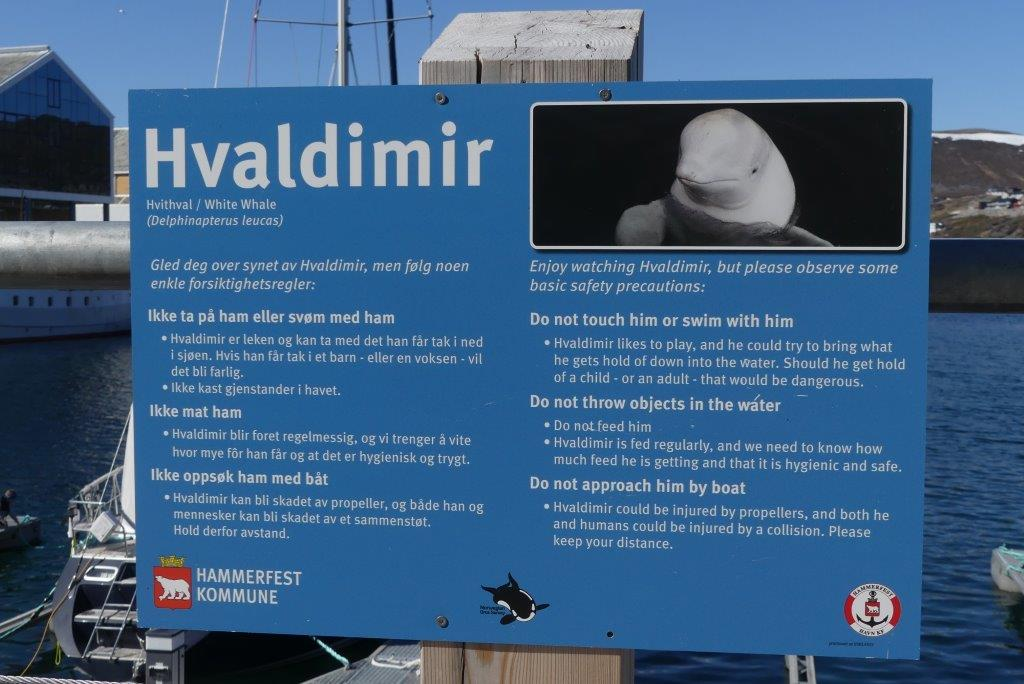
Cartell al port de Hammerfest en noruec i anglès amb informació sobre Hvaldimir

El 26 d'abril de 2019, la balena va aparèixer per primera vegada al nord de Hammerfest, davant de l'illa d'Ingøya i prop del poble de Tufjord a l'illa de Rolvsøya, amb un arnès amb suport per a càmera a mida que duia una etiqueta "Equipament de Sant Petersburg". Es fregava contra les quilles dels vaixells en un intent de treure-se'l. Joar Hesten, un pescador, va equipar-se amb un vestit d'immersió per afluixar les corretges de l'arnès. En els dies posteriors a la descoberta, Hvaldimir visitava els vaixells dels pescadors, demanant menjar i jugant. Es mostrava molt dòcil; venia quan el cridaven i li agradava que el gratessin al voltant de l'espiracle. En una ocasió, també va seguir un vaixell tot el camí fins al port de Hammerfest.
La Direcció de Pesca de Noruega i la policia van instar la ciutadania a no alimentar la balena i a deixar-li espai per no estressar-lo. Els preocupava que pogués tornar-se agressiu o dependre massa dels humans, com l'orca Keiko. Es va proposar d'enviar-lo a un santuari d'Islàndia que ja tenia dues belugues de la Xina, però com que semblava que s'espavilava per trobar el seu propi menjar, al final es va optar per no fer-ho. L'Institut Noruec d'Investigació Marina va recomanar retornar-lo a instal·lacions russes si no era autosuficient. Així, uns dies després es va descobrir que la balena estava desnodrida i la Direcció de Pesca va acceptar que el municipi de Hammerfest fos el responsable de la seva alimentació, almenys de manera temporal. Els ciutadans van fer donatius per alimentar-lo. També va patir una malaltia greu i una ferida d'ham. Els dos treballadors principals de la Norwegian Orca Survey en aquell moment eren un antic treballador de Marineland i un entrenador de balenes de SeaWorld. Aquests van esbrinar que la balena responia a gesticulacions de les mans, demostrant que havia rebut entrenament previ. Ho van aprofitar per fer "espectacles d'alimentació" diaris al port de Hammerfest per als passatgers de creuers. També van ensenyar a Hvaldimir a estirar-se al costat d'un vaixell per a poder rebre tractament mèdic si calia, tot i que Noruega mai li va permetre atenció veterinària.
Després d'atreure multitud d'espectadors, la balena va marxar del port de Hammerfest al juliol de 2019. Aparentment, havia après a caçar; va ser observat diverses vegades a l'agost prop de Seiland, una illa situada entre Hammerfest i Alta. Després va aparèixer a principis de setembre al port d'Alta, on va mostrar signes de lesions per hèlixs i també es va descobrir que en ocasions la gent el maltractava llençant-li objectes.

### Esforços de protecció
Poc després que Hvaldimir aparegués, la Norwegian Orca Survey va reunir un equip per supervisar-lo. Com que l'arnès de la balena va suggerir que venia d'una situació de captivitat, va sorgir la preocupació sobre la seva capacitat per alimentar-se i sobreviure. Malgrat un ensurt inicial, es va considerar que les seves condicions eren òptimes, i el Norwegian Orca Survey li proporcionava menjar regularment mentre insistia al públic que no l'alimentés o interactués amb ell.
Hvaldimir va marxar de Hammerfest a finals de juliol, causant preocupació. Se'l va albirar viatjant per la costa noruega, i diverses investigacions van determinar que caçava amb èxit i que podia sobreviure pel seu compte.
L'activista Regina Crosby va veure Hvaldimir per primera vegada el juliol del 2019. La defensa inicial de Crosby per la balena a través del grup informal "Amics de Hvaldimir" va convertir-se en l'organització sense ànim de lucre OneWhale l'any següent. Diversos científics destacats especialitzats en cetacis es van unir com a assessors; el principal objectiu del grup era descobrir la millor manera de donar a Hvaldimir un futur com a balena salvatge. Tanmateix, a mesura que la seva fama internacional augmentava, el nombre de turistes que l'anaven a veure creixia exponencialment. Tot i que la majoria l'admirava de lluny amb respecte, a vegades algun imbècil intentava divertir-se fent-li mal. La seva presència freqüent a prop de les granges industrials de salmó també era motiu de preocupació.
A l'estiu del 2021, OneWhale va formar l"Equip Hvaldimir" en un esforç per gestionar els reptes i turisme al voltant de la balena. Consistia en un grup de científics entrenats així com voluntaris que supervisaven la balena en tot moment. A la tardor del 2021, OneWhale es va associar amb NOAH, l'organització de drets dels animals més gran de Noruega. OneWhale també treballava conjuntament amb la ciutat de Hammerfest per establir un fiord com a reserva marina protegida per a Hvaldimir: aquest projecte es coneixia amb el nom de Reserva de Balenes de Noruega.
El maig de 2023, Hvaldimir va abandonar les seves zones habituals i va nedar fins a Oslo abans de continuar cap a aigües sueques. A causa de la gran densitat humana i la menor disponibilitat d'aliments per a ell, la preocupació per la seva seguretat van augmentar molt. Al cap d'uns quants mesos, va tornar a aigües noruegues.
La majoria de membres de OneWhale va dimitir l'estiu del 2023 a causa d'un "intens desacord" sobre el futur d'Hvaldimir. Un antic membre, Sebastian Strand, va fundar una altra organització, la Marine Mind, que va assumir el seguiment de Hvaldimir a Rogaland. Marine Mind es va centrar a educar el públic sobre Hvaldimir tot promovent la gestió ètica dels recursos i la vida marina.

### La vida d'Hvaldimir
La Direcció de Pesca de Noruega i l'Autoritat de Seguretat Alimentària de Noruega emetien sovint declaracions contradictòries sobre el benestar d'Hvaldimir, de vegades afirmant que s'havia convertit en una balena del tot salvatge. El gener de 2023, Hvaldimir encara vivia a temps complet als voltants de piscifactories de la costa de Noruega, on sovint se'l veia interactuant amb treballadors, pescadors, locals i turistes. A principis de primavera de 2023, cap agència o branca del govern havia proporcionat encara protecció o un pla de benestar estable a Hvaldimir; gran part de la seva alimentació, atenció sanitària i interaccions humanes venien de diversos grups internacionals activistes de balenes, la presència voluntària dels quals havien aprovat les autoritats noruegues.
El maig de 2023, Hvaldimir es trobava prop de Hunnebostrand, al sud-oest de Suècia, després d'haver recorregut la costa escandinava a una velocitat més ràpida de la que s'havia observat anteriorment. Tot i que les raons d'aquest trasllat no estan del tot clares, el biòleg marí Sebastian Strand va especular que la balena podria haver estat buscant la companyia d'altres de la seva espècie, per socialitzar i/o trobar parella.
A principis de juny de 2023, Hvaldimir va aparèixer en una zona molt poblada, en un riu prop del centre de Göteborg. A mitjans de juny, va seguir una barca fins al riu Glomma.
A finals de juny, Hvaldimir es va presentar a Strömstad i a Kungshamn, dues ciutats no gaire lluny de la frontera amb Suècia.
El 10 de juliol de 2023, l'ajuntament de Hammerfest va votar 28-32 a favor de la creació d'un santuari privat de fiords lluny del concorregut port (però encara dins de la regió de Finnmark), per posar distància entre la balena i el trànsit marítim o turistes potencialment perillosos. OneWhale, una de les organitzacions implicades en la cura i la supervisió d'Hvaldimir, va proposar unir-lo amb altres belugues criades en captivitat, i posteriormant alliberar-les a les aigües de Svalbard, com ja s'havia fet anteriorment amb un altre grup, que encara hi resideix.

### Interaccions amb les persones
El 4 de maig de 2019, després de passar el dia a Hammerfest, dos amics van anar al port a veure si trobaven la balena. El mòbil d'Ina Mansika, de 25 anys, li va caure de la butxaca a l'aigua i Hvaldimir li va retornar. Un vídeo publicat a Instagram mostra Ina rascant la balena sota la barbeta.
El juny de 2019, va treure un ganivet de la funda d'un bussejador i va jugar amb un dron submarí en proves. El 9 de setembre, el van gravar robant una càmera GoPro d'un caiaquista, la va deixar anar fins al fons i després la va recuperar per tornar-la al seu propietari. També se'l va veure jugant amb una gavina, provocant-la per intentar que deixés caure peixos que aquesta havia capturat.
El novembre de 2019, va aparèixer un vídeo a internet d'una beluga jugant a buscar amb una pilota de rugbi davant de la costa noruega; es va confirmar que era Hvaldimir.

### Mort
Hvaldimir va ser trobat flotant mort a la badia de Risavika, prop de Stavanger, el 31 d'agost de 2024. Les organitzacions NOAH i OneWhale van presentar una denúncia policial en què afirmaven que Hvaldimir va morir a causa de ferides múltiples per arma de foc. El director de Marine Mind va dir haver vist ell mateix les ferides, però va declarar que era massa aviat per confirmar que eren forats de bala, i que les podrien haver causat ocells marins.
La necròpsia no va trobar projectils ni altres signes d'intervenció humana al cadàver. La policia va informar que un tros de fusta s'havia quedat enganxat entre les dents de Hvaldimir i que havia patit una fallada multiorgànica. Es va resoldre que la causa de mort més probable havia sigut una infecció bacteriana provocada per les lesions bucals del tros de fusta.

### Teories i nomenclatura
L'arnès amb suport per a càmera GoPro que duia Hvaldimir la primera vegada que el van veure tenia gravat un dibuix d'un ham, i el text en anglès "Equipament de Sant Petersburg". Això va fer sospitar que la balena havia estat entrenada per utilitzar-la en l'espionatge rus. Se sap que tant els Estats Units com Rússia tenen programes d'entrenament militar de cetacis, i que aquests últims s'han servit de belugues amb anterioritat per a les seves operacions. Tot i així, un científic marí rus va declarar a un col·lega noruec que l'arnès no era del tipus utilitzat pels seus. Un portaveu de l'exèrcit rus, el coronel Viktor Baranets, va afegir: "si estiguéssim fent servir aquest animal per espiar, creieu que deixariem un número de telèfon i el missatge 'si us plau, truqueu-nos?'", però no va negar directament que la balena pogués haver-se escapat de la Marina Soviètica; la base naval russa de Múrmansk es troba a prop de Hammerfest. La policia noruega ho investigava al maig de 2019. Mikhail Barabanov, un analista rus, va dir que potser la balena formava part d'un projecte de seguiment zoològic.
A finals de maig de 2019, van aparèixer imatges de satèl·lit on es veien tancats a la base naval russa d'Olenya Guba que podrien albergar belugues i altres cetacis.
A causa de la teoria de l'espionatge rus, el diari Verdens Gang va batejar la balena "Hvaldimir"; un joc de paraules amb el nom del president rus, Vladimir Putin, i el mot noruec hval (balena). El 3 de maig, l'emissora nacional NRK va anunciar que aquest nom havia resultat guanyador d'una votació pública per anomenar-lo. El segon lloc se'l va endur "Joar" (el pescador que li va treure l'arnès) i el tercer, "Agent James Beluga".
Morten Vikeby, que havia sigut cònsol de Noruega a Múrmansk, ha suggerit que Hvaldimir podria ser un animal de teràpia en el programa per a nens amb discapacitat de l'Arctic Circle Padi Dive Centre and Lodge, a prop de la frontera russo-noruega. Concretament, podria ser Semyon, que va arribar al centre quan encara era jove després de ser atacat per lleons marins i sobre el qual Vikeby va escriure al 2008 en un article per a la revista Fiskeribladet. L'arnès serviria per remolcar una barca amb els nens a dins. El centre ja no fa servir belugues per a la seva teràpia. Vikeby també va suggerir utilitzar Hvaldimir com a reclam per promocionar Hammerfest.